# Bastien Lachaud

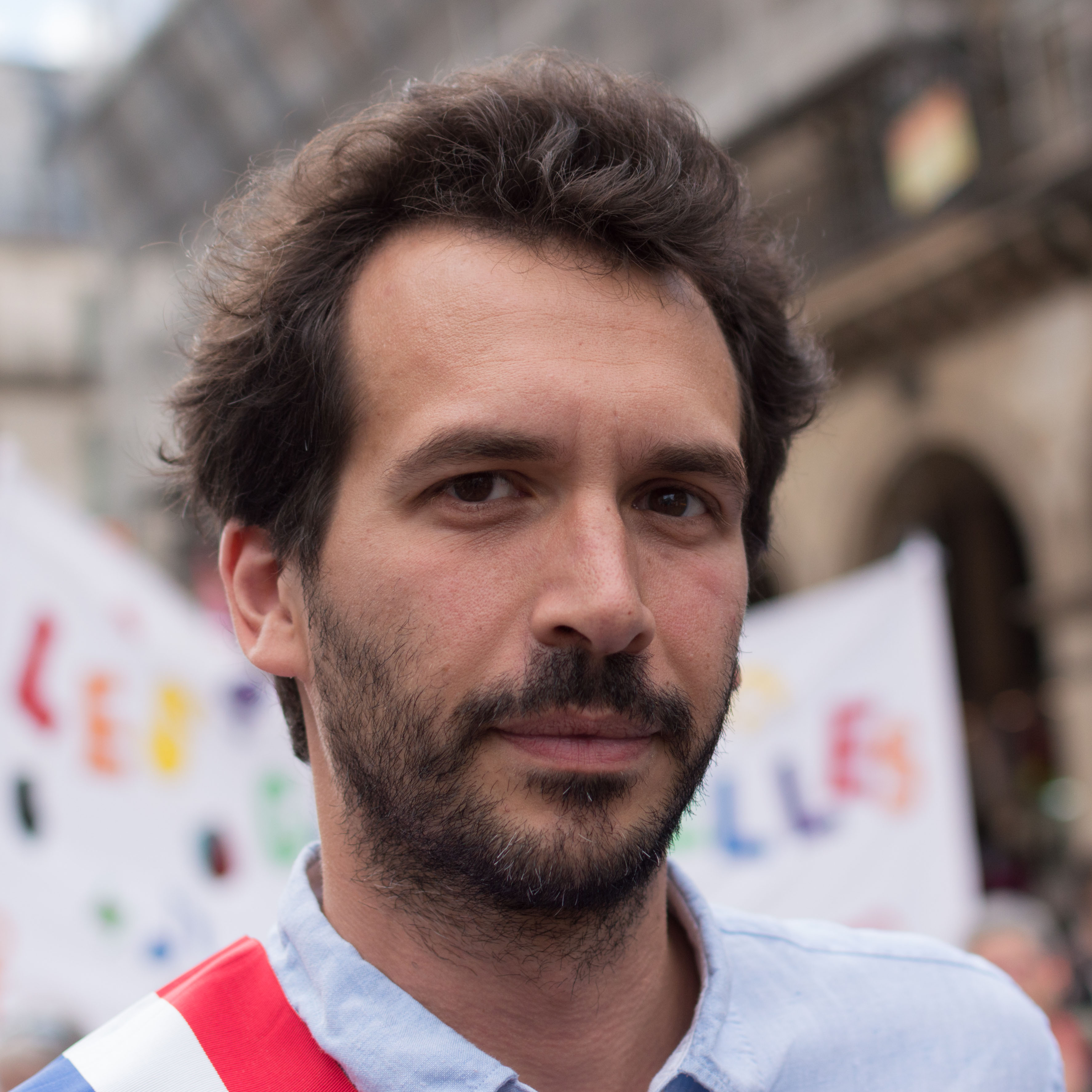
Bastien Lachaud 2017

Bastien Lachaud (geboren am 5. August 1980 in Vitry-sur-Seine) ist ein französischer Politiker und Mitglied von La France insoumise. Bei der Parlamentswahl 2017 wurde er im Wahlkreis Seine-Saint-Denis VI in die Nationalversammlung gewählt und 2022 wiedergewählt.
Der ehemalige Geschichtslehrer Lachaud war bis 2008 Mitglied in der  Sozialistischen Partei, die er verließ, um sich der neu gebildeten Parti de Gauche anzuschließen. Dort wurde er Nationalsekretär. 2016 wurde er Mitglied der Partei La France insoumise. Er war Leiter der Präsidentschaftskampagnen von Jean-Luc Mélenchon in den Jahren 2017 und 2022.

## Schriften
2019 veröffentlichte  Lachaud einen Aufsatz mit dem Titel „Faut-il faire la guerre à la Russie?“.

## Einzelnachweis
1. ↑  Législatives : Bastien Lachaud (FI) a fait ses premiers pas à l'Assemblée. 19. Juni 2017.

| Personendaten    | Personendaten                                                |
| ---------------- | ------------------------------------------------------------ |
| NAME             | Lachaud, Bastien                                             |
| KURZBESCHREIBUNG | französischer Politiker und Mitglied von La France insoumise |
| GEBURTSDATUM     | 5. August 1980                                               |
| GEBURTSORT       | Vitry-sur-Seine                                              |